# Deronectes perrinae
Deronectes perrinae is een keversoort uit de familie waterroofkevers (Dytiscidae). De wetenschappelijke naam van de soort is voor het eerst geldig gepubliceerd in 1997 door Fery & Brancucci.